# スヴェン＝ゴラン・エリクソン
スヴェン＝ゴラン・エリクソン（Sven-Göran Eriksson、1948年2月5日 - 2024年8月26日）は、スウェーデン・トルスビー出身の元サッカー選手。サッカー指導者。現役時代のポジションはディフェンダー。
(英語では題のカナ表記が近いが、スウェーデン語では柔らかいGはYと発音されるため、スヴェン・イェーラン・エリクソンがカナ表記としては近い)

## 経歴
選手としては故障などもあって活躍できず、早々に指導者へ転身。デゲルフォーシュIFやIFKヨーテボリといったスウェーデンのクラブチームを指揮した。1981-82シーズンには、IFKヨーテボリの監督としてUEFAカップ優勝へと導いた。全くのセミプロのクラブをヨーロッパカップ戦の王者へと導いたことは衝撃的な出来事だった。
その手腕を買われ、1982年にポルトガルの名門、ベンフィカの監督へと招かれる。以後、1984-85シーズンからの3シーズンをセリエAのASローマを指揮し、1985-86シーズンにはコッパ・イタリアを制した。1987年からの2シーズンはフィオレンティーナを指揮。その後、ベンフィカの監督に複帰、1989-90シーズンにはチャンピオンズカップ決勝にチームを導くが、ACミランに0-1で惜敗した。1992-93シーズンからはサンプドリア、を指揮。1993-94シーズンは、リーグ優勝を争うも優勝は逃したが、コッパ・イタリアを制した。1997年にはラツィオの監督に就任、これまでチームの顔であったシニョーリを放出するなどの改革を行い、1998-99シーズンは最終盤に逆転され2位に終わるが、カップウィナーズカップの優勝を果たした。翌1999-2000シーズンにはセリエA優勝を果たした。
ケビン・キーガンがイングランド代表監督を辞任したのを受けて、2001年から代表史上初の外国人監督としてチームを率いた。日韓W杯、EURO2004に続きドイツW杯欧州予選でもグループ首位で通過を果たし、本戦出場を決めている。
2007年7月にプレミアリーグ・マンチェスター・シティの監督に就任。8月には月間最優秀監督賞を受賞するなど上々のスタートを切る。しかし、後半に失速し9位でシーズンを終えると成績不振により解任された。
2008年6月、メキシコ代表監督に就任。しかし翌2009年4月には、南アフリカW杯北中米カリブ海最終予選でのメキシコ代表の成績不振により解任された。
2010年3月28日に、ヴァイッド・ハリルホジッチ監督の後任としてコートジボワールサッカー連盟がエリクソンのコートジボワール代表監督就任を公式HP上で発表した。しかし、ワールドカップ南アフリカ大会の本大会では1勝1分け1敗の勝ち点4で3位に終わり、グループリーグで敗退したことにより責任を取り辞任した。
2010年10月3日、フットボールリーグ・チャンピオンシップのレスター・シティの監督に就任した。
2024年8月26日の朝、膵臓がんとの闘病の末に死去。76歳没。

## エピソード
ドイツW杯の時のニュース・オブ・ザ・ワールドのおとり取材で、ドバイの7つ星ホテルで“アラブの富豪”なる人物と食事をし、ビンテージワインを2本飲んだ。その時
- 「プレミアで1番買収するのに適当なクラブは？」との質問に「アストン・ヴィラが狙い目だ。」
- 「買収したら監督になってもらえるか？」と聞かれ「ワールドカップ後なら可能。だが給料の最低ラインは500万ポンドだ。」
- 「ベッカムについては？」と聞かれ「彼はプレミアにもどりたがっている。私が言えばすぐにでも来る。」
- 「ルーニーについては？」と聞かれ「ルーニーは貧しい環境で育ったので感情を操れない。彼がベッカムのようになるのは無理だ。」

など選手に関する事まで発言。この取材の構想には1年もの時間がかけられ、日本円にして2000万円もの製作費をかけて実行された。

## 獲得タイトル

### クラブ
- IFKヨーテボリ
  - スウェーデン・カップ 優勝2回 1979, 1982
  - アルスヴェンスカン 優勝2回 1981, 1982
  - UEFAカップ 優勝 1982
- SLベンフィカ
  - プリメイラ・リーガ 優勝3回 1983, 1984, 1991
  - ポルトガル・カップ 優勝 1983
  - ポルトガル・スーパーカップ 優勝 1989
  - UEFAチャンピオンズリーグ 準優勝 1990
  - UEFAカップ 準優勝 1983
- ASローマ
  - コッパ・イタリア 優勝 1986
- UCサンプドリア
  - コッパ・イタリア 優勝 1994
- SSラツィオ
  - コッパ・イタリア 優勝2回 1998, 2000
  - スーペルコッパ 優勝2回 1998, 2000
  - UEFAカップウィナーズカップ 優勝 1999
  - UEFAスーパーカップ 優勝 1999
  - セリエA 優勝 2000

### 個人
- プレミアリーグ月間最優秀監督：2007年8月

## 監督としての成績
| チーム                 | 就任       | 退任       | 記録  | 記録 | 記録 | 記録 | 記録   |
| チーム                 | 就任       | 退任       | 試合  | 勝   | 分   | 敗   | 勝率   |
| ---------------------- | ---------- | ---------- | ----- | ---- | ---- | ---- | ------ |
| デゲルフォーシュ       | 1977年     | 1978年     |       |      |      |      |        |
| ヨーテボリ             | 1979年     | 1982年     | 100   | 51   | 32   | 17   | 051.00 |
| ベンフィカ             | 1982年     | 1984年     | 60    | 46   | 11   | 3    | 076.67 |
| ローマ                 | 1984年     | 1987年     | 90    | 41   | 26   | 23   | 045.56 |
| フィオレンティーナ     | 1987年     | 1989年     | 64    | 21   | 20   | 23   | 032.81 |
| ベンフィカ             | 1989年     | 1992年     | 144   | 94   | 32   | 18   | 065.28 |
| サンプドリア           | 1992年     | 1997年     | 170   | 71   | 52   | 47   | 041.76 |
| ラツィオ               | 1997年     | 2001年     | 136   | 78   | 32   | 26   | 057.35 |
| イングランド代表       | 2001年1月  | 2006年7月  | 67    | 40   | 17   | 10   | 059.70 |
| マンチェスター・シティ | 2007年7月  | 2008年6月  | 45    | 19   | 11   | 15   | 042.22 |
| メキシコ代表           | 2008年6月  | 2009年4月  | 13    | 6    | 1    | 6    | 046.15 |
| コートジボワール代表   | 2010年3月  | 2010年7月  | 5     | 2    | 2    | 1    | 040.00 |
| レスター・シティ       | 2010年10月 | 2011年10月 | 49    | 22   | 12   | 15   | 044.90 |
| 広州富力               | 2013年7月  | 2014年11月 | 48    | 25   | 10   | 13   | 052.08 |
| 上海上港               | 2013年7月  | 2014年11月 | 76    | 42   | 20   | 14   | 055.26 |
| 深圳FC                 | 2016年12月 | 2017年6月  | 15    | 6    | 5    | 4    | 040.00 |
| フィリピン代表         | 2018年10月 | 2019年1月  | 10    | 2    | 2    | 6    | 020.00 |
| 合計                   | 合計       | 合計       | 1,092 | 566  | 285  | 241  | 051.83 |